# A csernobili atomerőmű-baleset áldozatainak listája
Koordináták: é. sz. 51° 23′ 23″, k. h. 30° 05′ 59″51.389769°N 30.099711°E
1986. április 26-án hajnali 1 óra 23 perc 45 másodperckor következett be a robbanás a csernobili atomerőmű négyes blokkjában.
A csernobili atomerőmű-baleset valós méreteiről az első napokban ellentmondásos hírek jelentek meg, a hatalom igyekezett eltussolni az ügyet, de Svédországban egy nappal a robbanás után bejelentették, hogy a megszokott háttérsugárzás többszörösét mérték a Stockholmtól 150 kilométerre lévő forsmarki atomerőműben. Öt svéd atomerőműből kértek jelentést, mint kiderült azokban is emelkedett a sugárzás. A folyamatos mérés eredményeiből kiderült, hogy a radioaktivitás mértéke keletről nyugatra haladva csökkent. A szél keletről fújt. A világ közvéleménye így tudta meg, hogy keleten történt valami.
A Szovjetunió vezetése ekkor ismerte el a bekövetkezett atombaleset tényét. A robbanás következtében nagy mennyiségű sugárzóanyag – egyes becslések szerint a reaktorban lévő plutónium és urán csupán 4, pesszimistább változatok szerint 90 százaléka – került a légkörbe. A hatóságok azonban továbbra is késlekedtek a lakosság kimenekítésével: csupán 36 óra után kezdték meg az evakuálást a közvetlen veszélyzónából.
Katonákat vezényeltek a felrobbant reaktorblokkhoz, akiknek megfelelő védőfelszerelés nélkül kellett eltakarítaniuk a romokat, hogy hozzákezdhessenek a reaktor maradványait befedő betonszarkofág megépítéséhez. A több hónapig tartó akcióban százezrek vettek részt, ezrek haltak meg a Csernobilban eltöltött órák, napok következtében. Az áldozatok számáról nincsenek pontos adatok. Hivatalos adatok nem állnak rendelkezésre, mivel a Szovjetunióban a katasztrófa után titkosították az áldozatok kórházi kartonjait.
Ismertek azonban a csernobili atomkatasztrófa közvetlen áldozatai, akik a Csernobili atomerőmű 1986. április 26-án 01:25-kor bekövetkezett robbanás, illetve az azt követő mentési munkálatok alatt; szolgálati és állampolgári kötelezettségük teljesítése során azonnal, illetve életveszélyes sérülésük, egészségkárosodásuk miatt a balesetet követő kilencven napon belül életüket vesztették.

## A közvetlen áldozatok

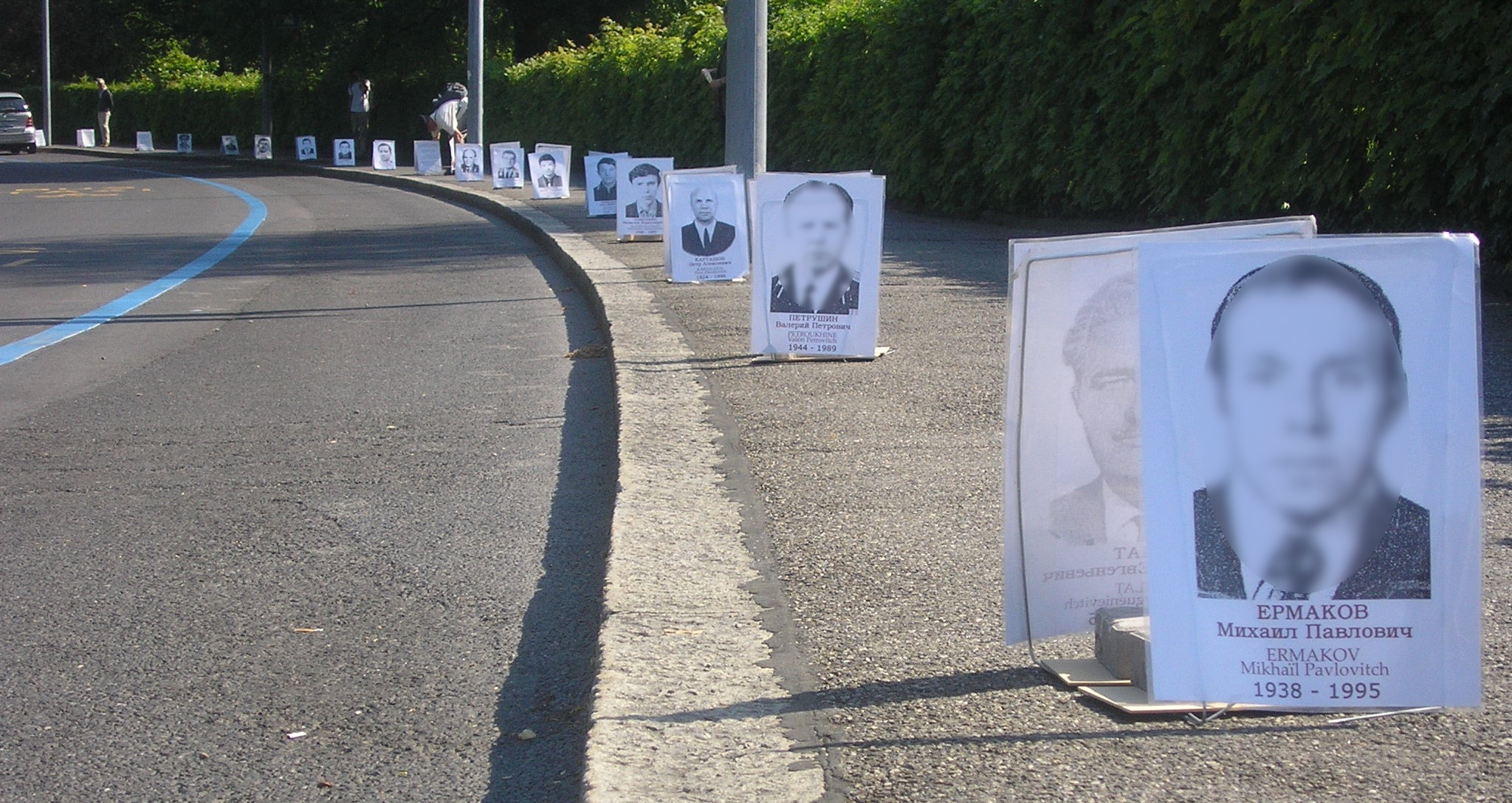
Csernobili likvidátorok fényképei egy demonstráció alkalmával Genfben (2011)

A csernobili katasztrófa áldozatainak pontos száma nem ismert, a baleset és következményeinek sajátosságai miatt pontosan nem számítható ki. A robbanás következtében a reaktorból szabadba jutott radioaktív anyagok okozta egészségkárosodás áldozatainak száma csak a hatásoknak kitett populáció egészségügyi és halálozási statisztikáinak elemzéséből becsülhető meg.
Pontos, név szerinti adatok csak a robbanás és a mentési munkálatok idején halálos kimenetelű egészségkárosodást szenvedett áldozatokról vannak. Közvetlen áldozatnak tekintik a balesetet követő 90 nap során elhunyt személyeket. Közülük a halálokok megoszlása az alábbi:
- a robbanás miatt elhunyt: 1 fő (V. I. Hodemcsuk)
- a robbanás során elszenvedett súlyos, életveszélyes sérülés következtében elhunyt: 1 fő (V. N. Sasenok)
- a mentés során elszenvedett sugárterhelés okozta akut sugárbetegségben 90 napon belül elhunyt: 28 fő

Az 1986. október 2-án, az épülő védőlétesítmény fölött balesetet szenvedett helikopter négyfős személyzete statisztikailag nem közvetlen áldozata a reaktorbalesetnek, de a csernobili katasztrófa áldozatai között a helikopterbaleset négy halottjáról a megnevezett harminc közvetlen áldozattal együtt szoktak megemlékezni. Rajtuk kívül a hivatalos, 31 fős listán Leonyid Petrovics Teljatnyikov tűzoltó őrnagy is szerepel, aki 2004 decemberében halt meg a sugárzás okozta rákban.

## Az oltás során halálos dózist elszenvedett tűzoltók

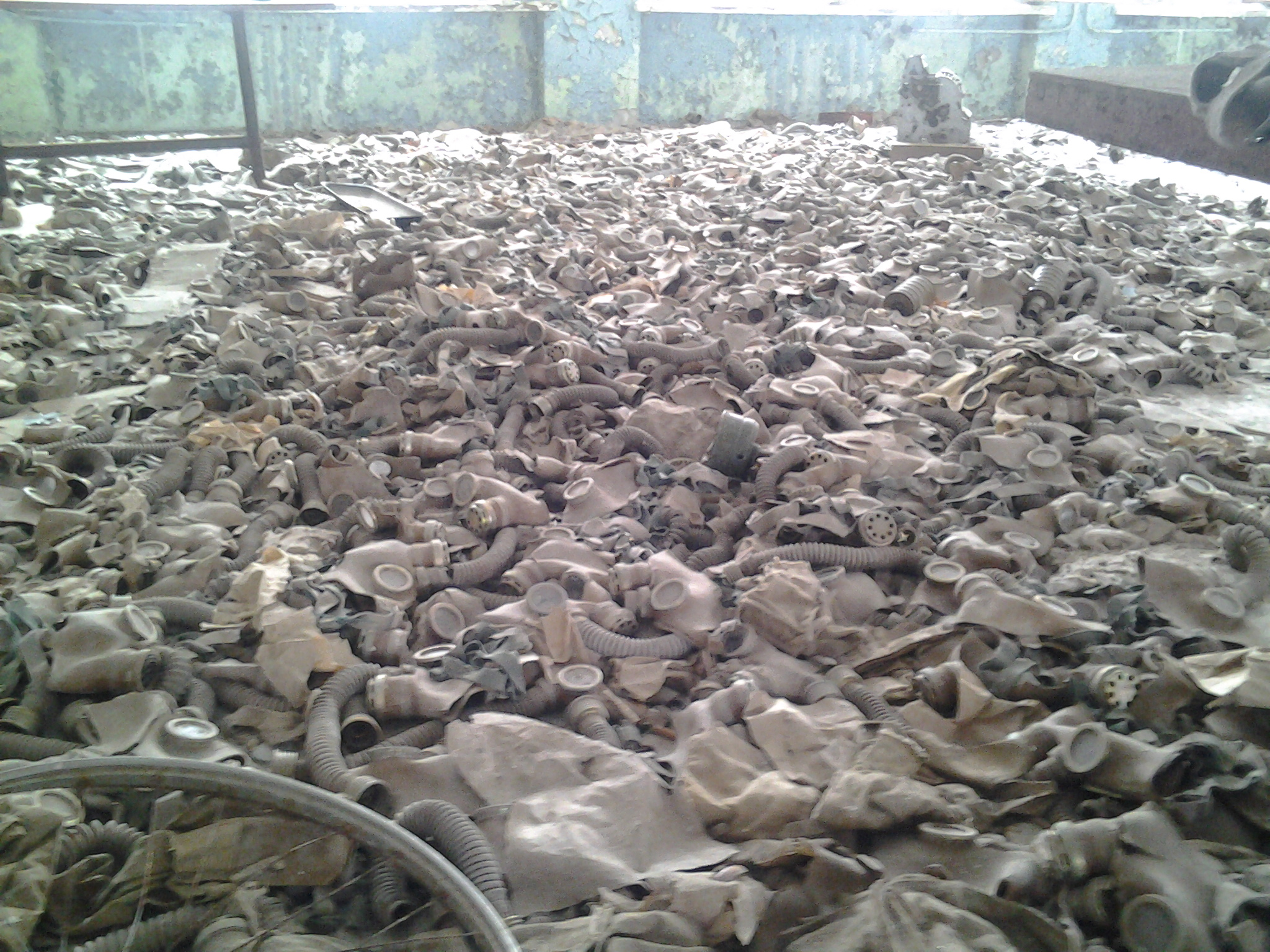
Elhagyott gázmaszkok a csernobili lezárt zónában, 2013. március 10.

- Vlagyimir Ivanovics Tyisura (Владимир Иванович ТИШУРА) 1959. december 15. – 1986. május 10.[2]
- Viktor Nyikolajevics Kibenok (Виктор Николаевич КИБЕНОК) 1963. február 17. – 1986. május 11.
- Vlagyimir Pavlovics Pravik (Владимир Павлович ПРАВИК) 1962. június 13. – 1986. május 11.
- Vaszilij Ivanovics Ignatyenko (Василь Иванович ИГНАТЕНКО) 1961. március 13. – 1986. május 13.
- Nyikolaj Vasziljevics Vascsuk (Николай Васильевич ВАЩУК) 1959. június 5. – 1986. május 14.
- Nyikolaj Ivanovics Tyityenok (Николай Иванович ТИТЕНОК) 1962. december 5. – 1986. május 16.[3]

## Az erőmű dolgozói
- Valerij Iljics Hodemcsuk (Валерий Ильич ХОДЕМЧУК) 1951. március 24. – 1986. április 26.

(A robbanáskor azonnal meghalt, testét nem találták meg; földi maradványai valahol a 4-es blokkban nyugszanak)
- Vlagyimir Nyikolajevics Sasenok (Владимир Николаевич ШАШЕНОК) 1951. április 21. – 1986. április 26.
- Alekszandr Grigorjevics Lelecsenko (Александр Григорьевич ЛЕЛЕЧЕНКО) 1938. július 26. – 1986. május 7.
- Alekszandr Fjodorovics Akimov (Александр Федорович АКИМОВ) 1953. május 6. – 1986. május 11.
- Anatolij Harlampijevics Kurguz (Анатолий Харлампиевич КУРГУЗ) 1957. június 12. – 1986. május 12.
- Ivan Lukics Orlov (Иван Лукич ОРЛОВ) 1945. január 10. – 1986. május 13.
- Leonyid Fjodorovics Toptunov(wd) (Леонид Федорович ТОПТУНОВ) 1960. augusztus 16. – 1986. május 14.
- Vjacseszlav Sztyepanovics Brazsnyik (Вячеслав Стефанович БРАЖНИК) 1957. május 3. – 1986. május 14.
- Alekszandr Gennagyijevics Kudrjavcev (Александр Геннадиевич КУДРЯВЦЕВ) 1957. december 11. – 1986. május 14.
- Viktor Ivanovics Lopatyuk (Виктор Иванович ЛОПАТЮК) 1960. augusztus 22. – 1986. május 17.
- Anatolij Ivanovics Sapovalov (Анатолий Иванович ШАПОВАЛОВ) 1941. április 6. – 1986. május 19.
- Viktor Mihajlovics Gyegtyarenko (Виктор Михайлович ДЕГТЯРЕНКО) 1954. augusztus 10. – 1986. május 19.
- Viktor Vaszilovics Proszkurjakov (Виктор Васильович ПРОСКУРЯКОВ) 1955. április 9. – 1986. május 17.
- Konsztantyin Grigorjevics Percsuk (Константин Григорьевич ПЕРЧУК) 1952. november 23. – 1986. május 20.
- Anatolij Ivanovics Baranov (Анатолий Иванович БАРАНОВ) 1953. június 13. – 1986. május 20.[4]
- Vlagyimir Ivanovics Szabenkov (Владимир Иванович САВЕНКОВ) 1958. február 15. – 1986. május 21.
- Jekatyerina Alekszandrovna Ivanyenko (Екатерина Александровна ИВАНЕНКО) 1932. szeptember 11. – 1986. május 26.
- Jurij Ivanovics Konoval (Юрий Иванович КОНОВАЛ) 1942. január 1. – 1986. május 28.
- Anatolij Andrejevics Szitnyikov (Анатолий Андреевич СИТНИКОВ) 1940. január 20. – 1986. május 30.
- Georgij Illarionovics Popov (Георгий Илларионович ПОПОВ) 1940. február 21. – 1986. június 13.
- Valerij Ivanovics Perevozcsenko (Валерий Иванович ПЕРЕВОЗЧЕНКО) 1947. május 6. – 1986. június 13.
- Jurij Anatoljevics Versinyin (Юрий Анатольевич ВЕРШИНИН) 1959. május 22. – 1986. július 21.
- Alekszandr Vasziljevics Novik (Александр Васильевич НОВИК) 1961. augusztus 11. – 1986. július 26.
- Klavgyija Ivanova Luzganova (Клавдия Ивановна ЛУЗГАНОВА) 1927. május 9. – 1986. július 31.

### Búvárok
Három dolgozó, Valerij Bezpalov és Alekszej Mihajlovics Ananenko az atomerőmű mérnökei, Borisz Alekszandrovics Baranov műszakvezető önként jelentkezett arra, hogy búvárruhában bemegy a leolvadt reaktor alá és megnyitja a vízleeresztő szelepeket, hogy megelőzhető legyen egy újabb robbanás. 185 tonna olvadt nukleáris anyag alatt ötmillió liter víz volt a  tartályban. A Chernobyl 01:23:40 című 2016-ban megjelent könyv szerint a búvárok történetét az utókor eltúlozta. Maga az életveszélyes küldetés megtörtént, de a három búvár nem halt bele. A vízréteg a sugárzás nagy részét felfogta. Ketten a mai napig élnek.

### Későbbi halálesetek
1990. július 3-án a sugárbetegség okozta leukémiában meghalt Anatolij Griscsenko helikopterpilóta, aki számos berepüléssel vett részt a baleset következményeinek felszámolásában.
2023. október 23-án a sugárbetegség okozta rák miatt öngyilkos lett Viktor Szmagin, aki a baleset napján kb. 20 percet töltött egy radioaktív vízzel elöntött szobában, hogy elzárjon egy szelepet, és ezt követően is még órákig dolgozott a helyszínen a mentésben.

## A helikopterpilóták, akik 1986. október 2-án munka közben halálos balesetet szenvedtek a 4-es blokk felett
- Vlagyimir Konsztantinovics Vorobjov (Владимир Константинович ВОРОБЬЁВ) 1956. március 21. – 1986. október 2.[15]
- Alekszandr Jevgenyjevics Jungkind (Александр Евгеньевич ЮНГКИНД) 1958. április 15. – 1986. október 2.
- Leonyid Ivanovics Hrisztyics (Леонид Иванович ХРИСТИЧ) 1953. február 28. – 1986. október 2.
- Nyikolaj Alekszandrovics Ganzsuk (Николай Александрович ГАНЖУК) 1960. június 26. – 1986. október 2.

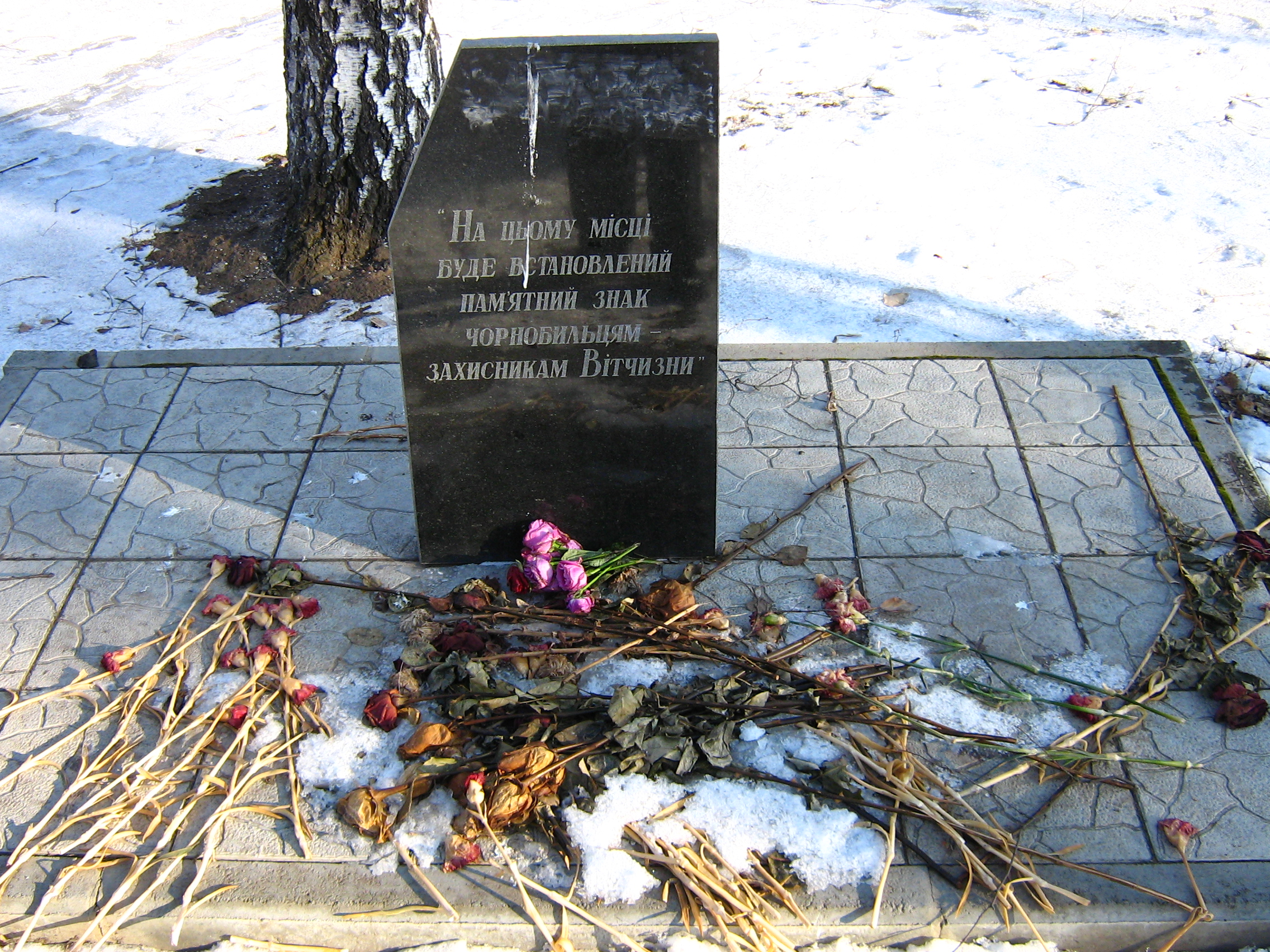
A csernobili katasztrófa áldozatainak emlékműve Harkivban
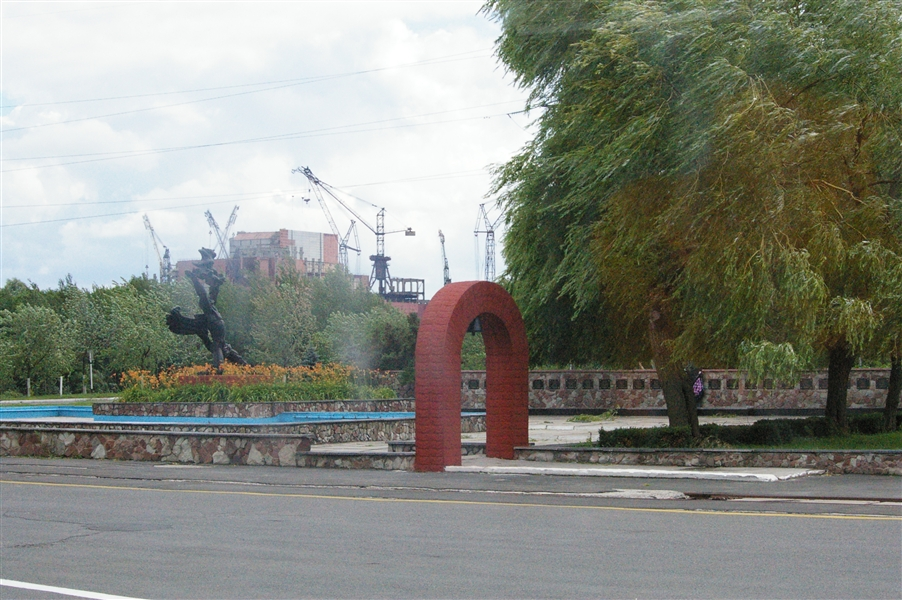
Az áldozatok emlékkertje a csernobili atomerőműben
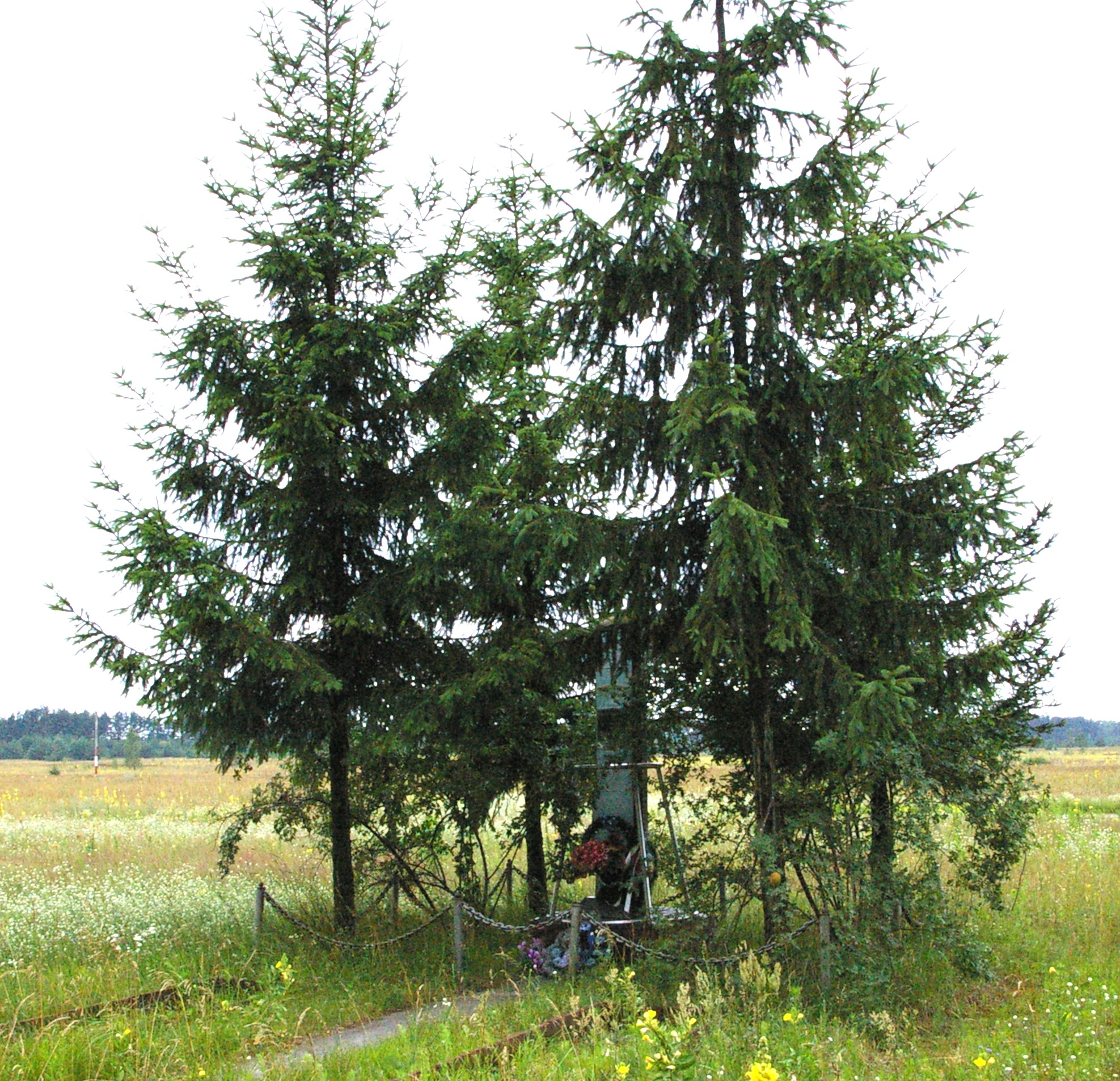
A helikopterbaleset áldozatainak emlékműve a csernobili repülőtéren
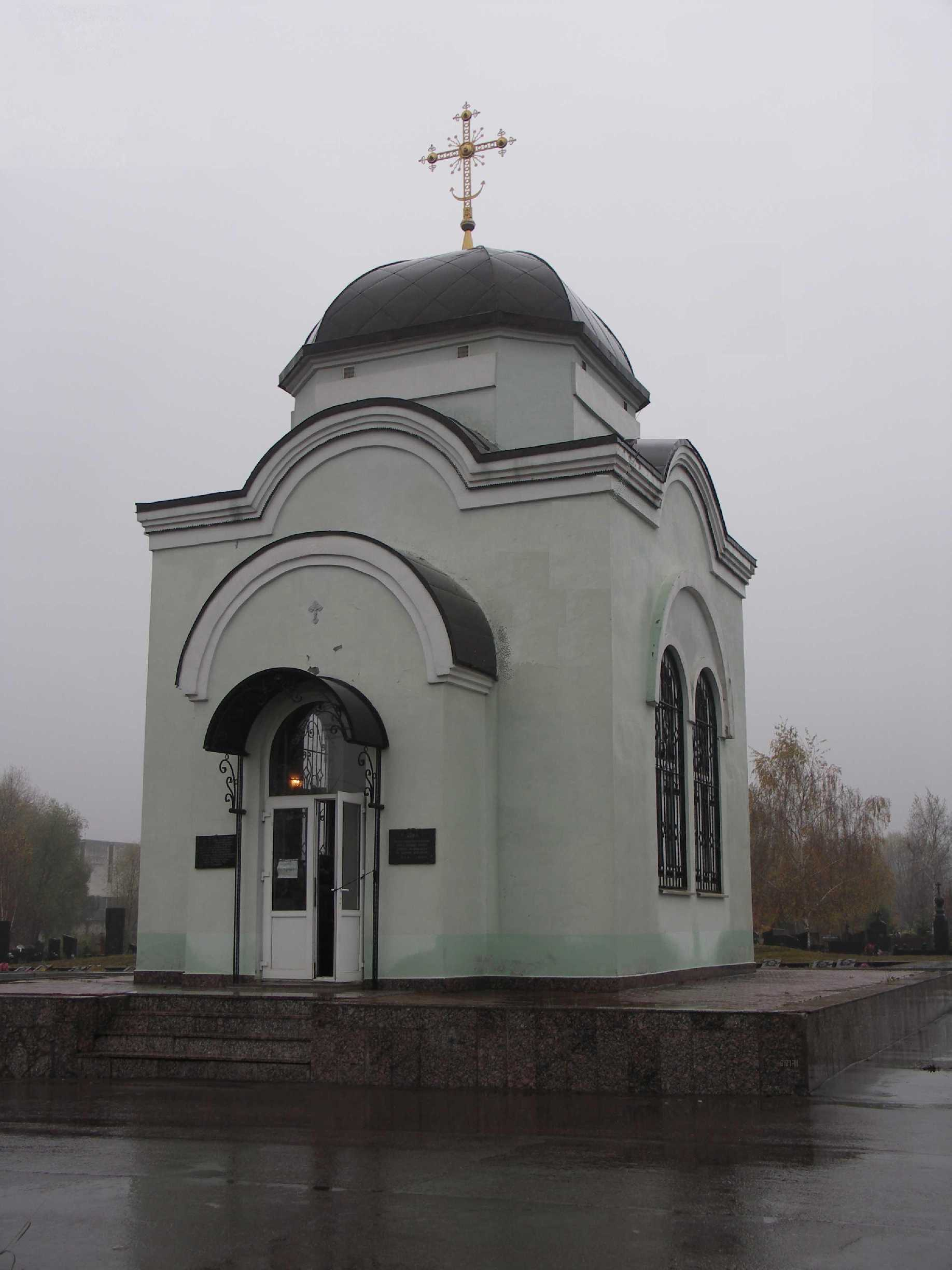
Az áldozatok emlékére állított imaház a mityinói temetőben

## Lásd még

Radioaktív zónák Csernobil körzetében

- Csernobili atomkatasztrófa
- 30 km-es zóna
- Vörös-erdő
- Csernobil
- Pripjaty